# The Essential Collection - 25th Anniversary Edition
The Essential Collection - 25th Anniversary Edition est une compilation de T.Rex parue sous le nom Marc Bolan & T.Rex. Sortie le 8 octobre 2002 sur le label Universal Music Group, elle marque le 25e anniversaire de la mort de Marc Bolan.

## Présentation
Elle regroupe tous les succès du groupe, la plupart ayant été classés dans le top 40 au Royaume-Uni. Elle regroupe aussi trois titres, Debora, One Inch Rock et King of the Rumbling Spires issus de l'époque pré-glam où le groupe se limitait à deux membres et s'appelait Tyrannosaurus Rex.
Cette compilation se classa à la 18e place dans les charts britanniques.
Elle existe aussi avec un DVD bonus contenant un show de la chaine anglaise régionale Granada Television appelé Marc. Sing Me Along, Jeepster, Ride a White Swan, Hot Love, Get It On et Debora sont les titres visibles sur ce DVD, ils ont été enregistrés en août et septembre 1977, peu de temps avant le décès de Marc Bolan.

## Liste des titres
| No  | Titre                                                          | Auteur                        | charts | Durée |
| --- | -------------------------------------------------------------- | ----------------------------- | ------ | ----- |
| 1.  | 20th Century Boy (single, 1973)                                | Marc Bolan                    | 3e     | 3:43  |
| 2.  | Get It On (de "Electric Warrior", 1971)                        | Bolan                         | 1er    | 4:29  |
| 3.  | Telegram Sam (de "The Slider", 1972)                           | Bolan                         | 1er    | 3:47  |
| 4.  | Ride a White Swan (single, 1970)                               | Bolan                         | 2e     | 2:16  |
| 5.  | Jeepster (de "Electric Warrior", 1971)                         | Bolan                         | 2e     | 4:16  |
| 6.  | Hot Love (single, 1971)                                        | Bolan                         | 1er    | 5:00  |
| 7.  | Children of the Revolution (single, 1972)                      | Bolan                         | 2e     | 2:32  |
| 8.  | Metal Guru (de "The Slider", 1972)                             | Bolan                         | 1er    | 2:30  |
| 9.  | I Love to Boogie (de "Dandy in the Underworld", 1977)          | Bolan                         | 13e    | 2:19  |
| 10. | Debora (single, 1968)                                          | Bolan                         | 34e    | 3:34  |
| 11. | The Groover (single, 1973)                                     | Bolan                         | 4e     | 3:27  |
| 12. | Truck On (Tyke) (single, 1973)                                 | Bolan                         | 12e    | 3:11  |
| 13. | Teenage Dream (de "Zinc Alloy", 1974)                          | Bolan                         | 13e    | 5:02  |
| 14. | New York City (de "Futuristic Dragon", 1976)                   | Bolan                         | 15e    | 4:00  |
| 15. | King of the Rumbling Spires (single, 1969)                     | Bolan                         | 44e    | 2:11  |
| 16. | By the Light of the Magical Moon (de "A Beard of Stars", 1970) | Bolan                         | -      | 2:52  |
| 17. | Summertimes Blues (inédit, 1970)                               | Eddie Cochran, Jerry Capehart | -      | 2:49  |
| 18. | Cosmic Dancer (de "Electric Warrior", 1971)                    | Bolan                         | -      | 4:33  |
| 19. | Light of Love (de "Bolan's Zip Gun", 1974)                     | Bolan                         | 22e    | 3:19  |
| 20. | Dreamy Lady (de "Futuristic Dragon", 1976)                     | Bolan                         | 30e    | 2:57  |
| 21. | London Boys (single, 1976)                                     | Bolan                         | 40e    | 2:24  |
| 22. | Laser Love (single, 1976)                                      | Bolan                         | 41e    | 3:40  |
| 23. | One Inch Rock (single, 1968)                                   | Bolan                         | 28e    | 1:46  |
| 24. | Solid Gold Easy Action (single, 1972)                          | Bolan                         | 2e     | 2:22  |

## Charts et certification
Charts
| Pays                          | Durée du classement | Meilleur classement | Date              |
| ----------------------------- | ------------------- | ------------------- | ----------------- |
| Écosse (Scottish Album Chart) | 8 semaines          | 20e                 | 22 septembre 2002 |
| Royaume-Uni (UK Albums Chart) | 10 semaines         | 18e                 | 28 septembre 2002 |

Certification
| Pays        | Certification | Ventes    | Date            |
| ----------- | ------------- | --------- | --------------- |
| Royaume-Uni | Or            | 100 000 + | 22 juillet 2013 |